# Paraluce
Il paraluce è un accessorio per obiettivi fotografici utile per evitare effetti di luce indesiderati.

## Descrizione

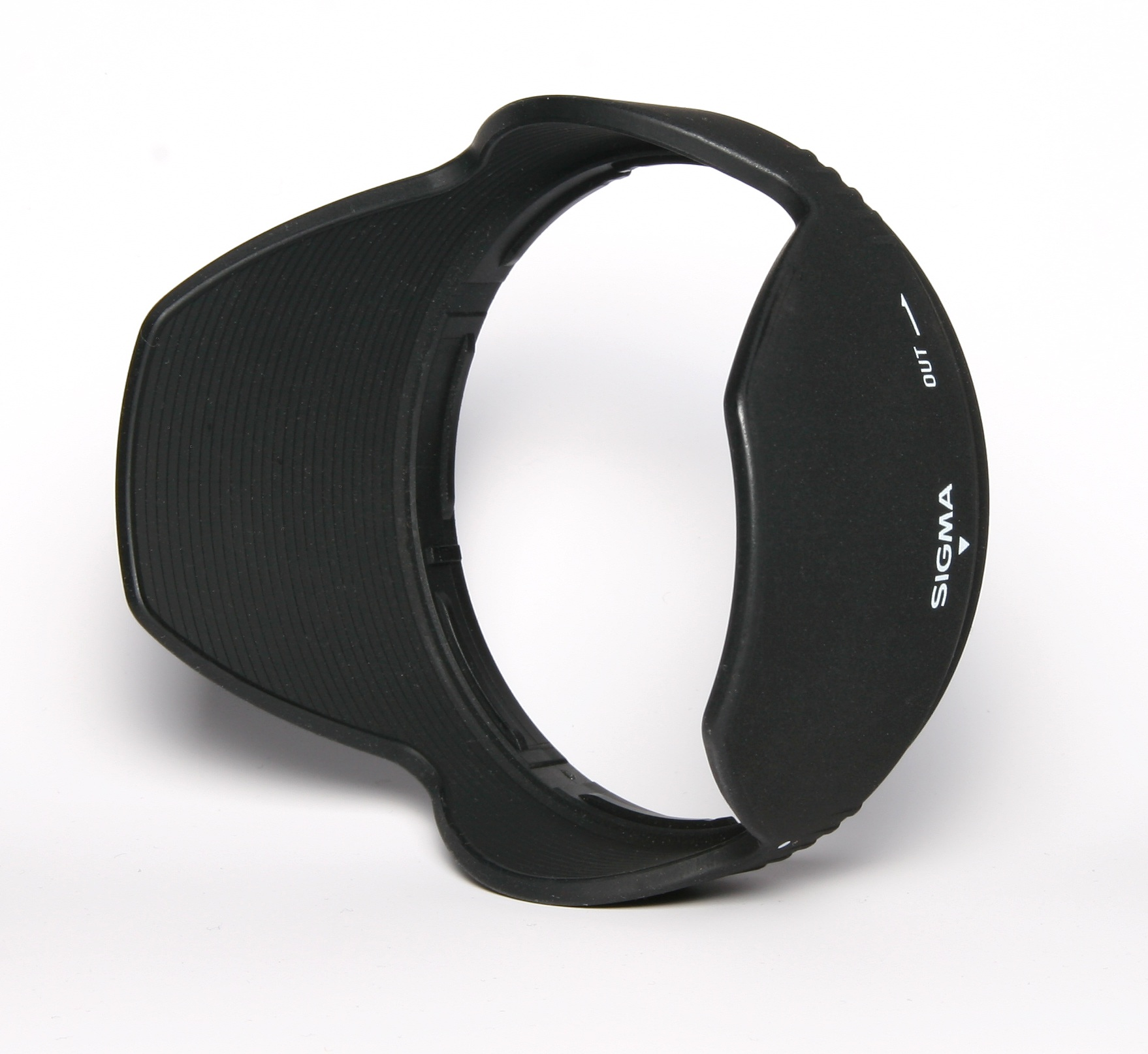
Paraluce sagomato di un obiettivo Sigma 10-20mm

Solitamente il paraluce è un accessorio di forma conica ed in materiale plastico, da applicare nella parte anteriore di un sistema di lenti, il cui scopo primario è quello di evitare l'ingresso nell'ottica che lo monta di luce parassita, diversa dai raggi che provengono direttamente dal soggetto inquadrato.
Le problematiche maggiori che il paraluce evita o attenua sono:
- Immagine velata causata da luce parassita sulla lente frontale.
- Flare causata da luce parassita che si riflette nelle lenti.

Il paraluce, per essere realmente efficace, deve avere forma e dimensioni adatte all'obiettivo sul quale viene montato. Questo accorgimento è necessario sia per evitare che ne occluda parzialmente il campo visuale sia per bloccare la luce di particolari settori in cui l'ottica potrebbe rivelarsi particolarmente sensibile. Generalmente, ogni ottica possiede il suo paraluce che viene normalmente incluso nel pacchetto di vendita.
Vista la forma, conica o a tubo, la maggior parte dei paraluce si può montare al contrario sopra al corpo dell'obiettivo in modo da ridurre gli ingombri durante il trasporto dell'ottica.
Nelle ottiche ultra-grandangolari e fish-eye spesso non è presente o è ridotto al minimo ed integrato nel corpo che avvolge il sistema di lenti. La causa di questo è data dal fatto che un paraluce di dimensioni maggiori o un apposito sistema di aggancio avrebbero interferito con il campo visivo di queste ottiche.